# Kartiško sedlo
Kartiško sedlo (nemško Kartitscher Sattel, nadmorska višina 1525 m) je visokogorski prelaz v Avstriji med Dolomiti in Karnijskimi Alpami v zvezni deželi Tirolski.